# Rajd Włoch 1987
Rajd San Remo 1987 - Rajd Włoch (28. Rallye Sanremo) – 29 Rajd San Remo rozgrywany we Włoszech w dniach 12-15 października. Była to dwunasta runda Rajdowych Mistrzostw Świata w roku  1987. Rajd został rozegrany na nawierzchni asfaltowej i szutrowej. Bazą rajdu było miasto San Remo.

## Zwycięzcy odcinków specjalnych[1]
| Etap | Data            | OS | Godzina | Nazwa             | Długość  | Zwycięzca        | Czas             | Śred. pręd       | Lider rajdu   |
| ---- | --------------- | -- | ------- | ----------------- | -------- | ---------------- | ---------------- | ---------------- | ------------- |
| 1    | 12 października | 1  | 7:34    | Perinaldo 1       | 12,91 km | Miki Biasion     | 9:22             | 82,70 km/h       | Miki Biasion  |
| 1    | 12 października | 2  | 8:17    | Langan 1          | 19,55 km | Jean Ragnotti    | 14:30            | 80,90 km/h       | Miki Biasion  |
| 1    | 12 października | 3  | 9:07    | Colle d'Oggia     | 15,60 km | Miki Biasion     | 11:47            | 79,43 km/h       | Miki Biasion  |
| 1    | 12 października | 4  | 9:49    | Passo Ginestro    | 12,96 km | Jean Ragnotti    | 8:48             | 88,36 km/h       | Jean Ragnotti |
| 1    | 12 października | 5  | 15:11   | Santa Luce        | 12,30 km | Markku Alén      | 10:05            | 73,19 km/h       | Miki Biasion  |
| 1    | 12 października | 6  | 16:29   | Casole            | 8,27 km  | Odcinek odwołany | Odcinek odwołany | Odcinek odwołany | Miki Biasion  |
| 1    | 12 października | 7  | 16:58   | La Selva          | 10,15 km | Miki Biasion     | 7:15             | 84,00 km/h       | Miki Biasion  |
| 1    | 12 października | 8  | 17:41   | Murlo             | 9,12 km  | Odcinek odwołany | Odcinek odwołany | Odcinek odwołany | Miki Biasion  |
| 1    | 12 października | 9  | 18:41   | Rocca d'Orcia 1   | 12,22 km | Markku Alén      | 8:03             | 91,08 km/h       | Miki Biasion  |
| 1    | 12 października | 10 | 19:32   | Chianciano 1      | 15,88 km | Miki Biasion     | 10:28            | 91,03 km/h       | Miki Biasion  |
|      |                 |    |         |                   |          |                  |                  |                  | Miki Biasion  |
| 2    | 13 października | 11 | 7:24    | Monticchiello 1   | 11,76 km | Markku Alén      | 7:36             | 92,84 km/h       | Miki Biasion  |
| 2    | 13 października | 12 | 7:54    | Cosona 1          | 9,71 km  | Miki Biasion     | 5:19             | 109,58 km/h      | Miki Biasion  |
| 2    | 13 października | 13 | 8:33    | Castelgiocondo 1  | 11,20 km | Markku Alén      | 7:25             | 90,61 km/h       | Miki Biasion  |
| 2    | 13 października | 14 | 8:58    | La Sesta 1        | 6,97 km  | Markku Alén      | 4:20             | 96,51 km/h       | Miki Biasion  |
| 2    | 13 października | 15 | 9:31    | Rocca d'Orcia 2   | 12,22 km | Miki Biasion     | 7:59             | 91,84 km/h       | Miki Biasion  |
| 2    | 13 października | 16 | 10:22   | Chianciano 2      | 15,88 km | Miki Biasion     | 10:09            | 93,87 km/h       | Miki Biasion  |
| 2    | 13 października | 17 | 11:38   | Monticchiello 2   | 11,76 km | Markku Alén      | 7:22             | 95,78 km/h       | Miki Biasion  |
| 2    | 13 października | 18 | 12:08   | Cosona 2          | 9,71 km  | Miki Biasion     | 5:09             | 113,13 km/h      | Miki Biasion  |
| 2    | 13 października | 19 | 12:47   | Castelgiocondo 2  | 11,20 km | Miki Biasion     | 7:20             | 91,64 km/h       | Miki Biasion  |
| 2    | 13 października | 20 | 13:12   | La Sesta 2        | 6,97 km  | Miki Biasion     | 4:18             | 97,26 km/h       | Miki Biasion  |
| 2    | 13 października | 21 | 13:45   | Rocca d'Orcia 3   | 12,22 km | Miki Biasion     | 7:46             | 94,40 km/h       | Miki Biasion  |
| 2    | 13 października | 22 | 14:36   | Chianciano 3      | 15,88 km | Bruno Saby       | 10:11            | 93,56 km/h       | Miki Biasion  |
| 2    | 13 października | 23 | 15:11   | Monticchiello 3   | 11,76 km | Miki Biasion     | 7:23             | 95,57 km/h       | Miki Biasion  |
| 2    | 13 października | 24 | 15:41   | Cosona 3          | 9,71 km  | Bruno Saby       | 5:06             | 114,24 km/h      | Miki Biasion  |
| 2    | 13 października | 25 | 17:44   | Chiusdino         | 13,53 km | Miki Biasion     | 9:57             | 81,59 km/h       | Miki Biasion  |
| 2    | 13 października | 26 | 18:23   | Anqua             | 11,85 km | Miki Biasion     | 7:49             | 90,96 km/h       | Miki Biasion  |
|      |                 |    |         |                   |          |                  |                  |                  | Miki Biasion  |
| 3    | 14 października | 27 | 10:11   | Passo del Bosco   | 22,04 km | Bruno Saby       | 15:31            | 85,22 km/h       | Miki Biasion  |
| 3    | 14 października | 28 | 10:59   | Monte Penna       | 19,60 km | Miki Biasion     | 14:51            | 79,19 km/h       | Miki Biasion  |
| 3    | 14 października | 29 | 12:02   | Casoni            | 16,43 km | Miki Biasion     | 12:36            | 78,24 km/h       | Miki Biasion  |
| 3    | 14 października | 30 | 12:35   | Montebruno        | 17,44 km | Bruno Saby       | 8:19             | 125,82 km/h      | Miki Biasion  |
| 3    | 14 października | 31 | 14:55   | Passo Turchino    | 13,73 km | Odcinek odwołany | Odcinek odwołany | Odcinek odwołany | Miki Biasion  |
| 3    | 14 października | 32 | 16:10   | Porri             | 10,23 km | Bruno Saby       | 7:32             | 81,48 km/h       | Miki Biasion  |
| 3    | 14 października | 33 | 17:02   | Melogno           | 13,79 km | Miki Biasion     | 9:30             | 87,09 km/h       | Miki Biasion  |
| 3    | 14 października | 34 | 18:20   | Scravaion         | 10,20 km | Miki Biasion     | 6:26             | 95,13 km/h       | Miki Biasion  |
| 3    | 14 października | 35 | 19:30   | Monte Grande      | 15,20 km | Didier Auriol    | 11:30            | 79,30 km/h       | Miki Biasion  |
| 3    | 14 października | 36 | 20:13   | Passo Ghimbegna 1 | 19,79 km | Jean Ragnotti    | 14:49            | 80,14 km/h       | Miki Biasion  |
|      |                 |    |         |                   |          |                  |                  |                  | Miki Biasion  |
| 4    | 15 października | 37 | 10:44   | Perinaldo 2       | 12,91 km | Fabrizio Tabaton | 9:51             | 78,64 km/h       | Miki Biasion  |
| 4    | 15 października | 38 | 11:32   | Langan 2          | 19,55 km | Jean Ragnotti    | 14:09            | 82,90 km/h       | Miki Biasion  |
| 4    | 15 października | 39 | 12:20   | Passo Ghimbegna 2 | 19,79 km | Didier Auriol    | 15:11            | 78,20 km/h       | Miki Biasion  |
| 4    | 15 października | 40 | 13:43   | Langan 3          | 19,55 km | Jean Ragnotti    | 15:12            | 77,17 km/h       | Miki Biasion  |
| 4    | 15 października | 41 | 14:30   | Passo Ghimbegna 3 | 19,79 km | Fabrizio Tabaton | 14:29            | 81,98 km/h       | Miki Biasion  |

| Zwycięzcy OS-ów  | Zwycięzcy OS-ów |
| Kierowca         | Ilość           |
| ---------------- | --------------- |
| Miki Biasion     | 18              |
| Markku Alén      | 6               |
| Jean Ragnotti    | 5               |
| Bruno Saby       | 5               |
| Didier Auriol    | 2               |
| Fabrizio Tabaton | 2               |

## Wyniki końcowe rajdu[2]
| Msc. | Kierowca           | Pilot                   | Samochód                | Czas    | Strata | Grupa | Punkty |
| ---- | ------------------ | ----------------------- | ----------------------- | ------- | ------ | ----- | ------ |
| 1    | Miki Biasion       | Tiziano Siviero         | Lancia Delta HF 4WD     | 6:09.19 | 0.0    | A8    | 20     |
| 2.   | Bruno Saby         | Jean-François Fauchille | Lancia Delta HF 4WD     | 6:14.30 | +5.11  | A8    | 15     |
| 3.   | Jean Ragnotti      | Pierre Thimonier        | Renault 11 Turbo        | 6:16.55 | +7.36  | A7    | 12     |
| 4.   | Didier Auriol      | Bernard Occelli         | Ford Sierra RS Cosworth | 6:18.13 | +8.54  | A8    | 10     |
| 5.   | Fabrizio Tabaton   | Luciano Tedeschini      | Lancia Delta HF 4WD     | 6:20.05 | +10.46 | A8    | 8      |
| 6.   | Guy Fréquelin      | Didier Breton           | Opel Kadett GSI         | 6:20.37 | +11.18 | A7    | 6      |
| 7.   | Alex Fiorio        | Luigi Pirollo           | Lancia Delta HF 4WD     | 6:22.15 | +12.56 | A8    | 4      |
| 8.   | Mikael Ericsson    | Claes Billstam          | Lancia Delta HF 4WD     | 6:24.00 | +14.41 | A8    | 3      |
| 9.   | Paolo Alessandrini | Alessandro Alessandrini | Lancia Delta HF 4WD     | 6:29.53 | +20.34 | A8    | 2      |
| 10.  | Sepp Haider        | Jörg Pattermann         | Opel Kadett GSI         | 6:33.36 | +24.17 | A7    | 1      |

## Klasyfikacja po 12 rundach
Tabele przedstawiają tylko pięć pierwszych miejsc.

### Kierowcy
| Lp. | Kierowca         | Pkt |
| --- | ---------------- | --- |
| 1   | Miki Biasion     | 94  |
| 2   | Markku Alén      | 80  |
| 3   | Juha Kankkunen   | 80  |
| 4   | Kenneth Eriksson | 68  |
| 5   | Jean Ragnotti    | 51  |

### Producenci
| Lp. | Producent  | Pkt |
| --- | ---------- | --- |
| 1   | Lancia     | 140 |
| 2   | Audi       | 74  |
| 3   | Renault    | 71  |
| 4   | Volkswagen | 62  |
| 5   | Mazda      | 52  |